# 阔叶清风藤
阔叶清风藤（学名：Sabia yunnanensis sp. latifolia）为清风藤科清风藤属下的一个亚种。

## 扩展阅读
- 維基物種上的相關：阔叶清风藤